# 480 km Spaja 1989
480 km Spaja 1989 je bila sedma dirka Svetovnega prvenstva športnih dirkalnikov v sezoni 1989. Odvijala se je 17. septembra 1989.

## Rezultati
| Poz    | Razred | Št  | Moštvo                           | Dirkači                             | Šasija                             | Gume | Krogi |
| Poz    | Razred | Št  | Moštvo                           | Dirkači                             | Motor                              | Gume | Krogi |
| ------ | ------ | --- | -------------------------------- | ----------------------------------- | ---------------------------------- | ---- | ----- |
| 1      | C1     | 61  | Team Sauber Mercedes             | Kenny Acheson Mauro Baldi           | Sauber C9                          | M    | 70    |
| 1      | C1     | 61  | Team Sauber Mercedes             | Kenny Acheson Mauro Baldi           | Mercedes-Benz M119 5.0L Turbo V8   | M    | 70    |
| 2      | C1     | 7   | Joest Racing                     | Frank Jelinski Bob Wollek           | Porsche 962C                       | G    | 70    |
| 2      | C1     | 7   | Joest Racing                     | Frank Jelinski Bob Wollek           | Porsche Type-935 3.0L Turbo Flat-6 | G    | 70    |
| 3      | C1     | 23  | Nissan Motorsports International | Mark Blundell Julian Bailey         | Nissan R89C                        | D    | 69    |
| 3      | C1     | 23  | Nissan Motorsports International | Mark Blundell Julian Bailey         | Nissan VRH35Z 3.5L Turbo V8        | D    | 69    |
| 4      | C1     | 16  | Repsol Brun Motorsport           | Oscar Larrauri Roland Ratzenberger  | Porsche 962C                       | Y    | 68    |
| 4      | C1     | 16  | Repsol Brun Motorsport           | Oscar Larrauri Roland Ratzenberger  | Porsche Type-935 3.0L Turbo Flat-6 | Y    | 68    |
| 5      | C1     | 22  | Spice Engineering                | Wayne Taylor Thorkild Thyrring      | Spice SE89C                        | G    | 42    |
| 5      | C1     | 22  | Spice Engineering                | Wayne Taylor Thorkild Thyrring      | Ford Cosworth DFZ 3.5L V8          | G    | 42    |
| 6      | C1     | 8   | Joest Racing                     | Henri Pescarolo Jean-Louis Ricci    | Porsche 962C                       | G    | 68    |
| 6      | C1     | 8   | Joest Racing                     | Henri Pescarolo Jean-Louis Ricci    | Porsche Type-935 3.0L Turbo Flat-6 | G    | 68    |
| 7      | C1     | 18  | Aston Martin Ecurie Ecosse       | Stanley Dickens Brian Redman        | Aston Martin AMR1                  | G    | 67    |
| 7      | C1     | 18  | Aston Martin Ecurie Ecosse       | Stanley Dickens Brian Redman        | Aston Martin RDP87 6.3L V8         | G    | 67    |
| 8      | C1     | 37  | Toyota Team Tom's                | Johnny Dumfries Geoff Lees          | Toyota 89C-V                       | B    | 67    |
| 8      | C1     | 37  | Toyota Team Tom's                | Johnny Dumfries Geoff Lees          | Toyota R32V 3.2L Turbo V8          | B    | 67    |
| 9      | GTP    | 201 | Mazdaspeed                       | Pierre Dieudonné Dave Kennedy       | Mazda 767B                         | D    | 67    |
| 9      | GTP    | 201 | Mazdaspeed                       | Pierre Dieudonné Dave Kennedy       | Mazda 13J 2.6L 4-Rotor             | D    | 67    |
| 10     | C1     | 10  | Porsche Kremer Racing            | George Fouché Giovanni Lavaggi      | Porsche 962CK6                     | Y    | 66    |
| 10     | C1     | 10  | Porsche Kremer Racing            | George Fouché Giovanni Lavaggi      | Porsche Type-935 3.0L Turbo Flat-6 | Y    | 66    |
| 11     | C2     | 171 | Team Mako                        | James Shead Robbie Stirling         | Spice SE88C                        | G    | 65    |
| 11     | C2     | 171 | Team Mako                        | James Shead Robbie Stirling         | Ford Cosworth DFL 3.3L V8          | G    | 65    |
| 12     | C1     | 72  | Obermaier Primagaz               | Jürgen Lässig Pierre Yver           | Porsche 962C                       | G    | 65    |
| 12     | C1     | 72  | Obermaier Primagaz               | Jürgen Lässig Pierre Yver           | Porsche Type-935 3.0L Turbo Flat-6 | G    | 65    |
| 13     | C2     | 101 | Chamberlain Engineering          | Fermín Velez Nick Adams             | Spice SE89C                        | G    | 64    |
| 13     | C2     | 101 | Chamberlain Engineering          | Fermín Velez Nick Adams             | Ford Cosworth DFL 3.3L V8          | G    | 64    |
| 14     | C2     | 111 | PC Automotive                    | Richard Piper Olindo Iacobelli      | Spice SE88C                        | G    | 64    |
| 14     | C2     | 111 | PC Automotive                    | Richard Piper Olindo Iacobelli      | Ford Cosworth DFL 3.3L V8          | G    | 64    |
| 15     | C2     | 106 | Porto Kaleo Team                 | Ranieri Randaccio Pasquale Barberio | Tiga GC288/9                       | G    | 64    |
| 15     | C2     | 106 | Porto Kaleo Team                 | Ranieri Randaccio Pasquale Barberio | Ford Cosworth 3.3L V8              | G    | 64    |
| 16     | C1     | 40  | Swiss Team Salamin               | Antoine Salamin Max Cohen-Olivar    | Porsche 962C                       | G    | 61    |
| 16     | C1     | 40  | Swiss Team Salamin               | Antoine Salamin Max Cohen-Olivar    | Porsche Type-935 3.0L Turbo Flat-6 | G    | 61    |
| 17     | C2     | 177 | Automobiles Louis Descartes      | Marc Fontan Alain Serpaggi          | ALD C289                           | G    | 61    |
| 17     | C2     | 177 | Automobiles Louis Descartes      | Marc Fontan Alain Serpaggi          | Ford Cosworth 3.3L V8              | G    | 61    |
| 18     | C2     | 108 | Roy Baker Racing GP Motorsport   | Philippe de Henning                 | Spice SE87C                        | G    | 60    |
| 18     | C2     | 108 | Roy Baker Racing GP Motorsport   | Philippe de Henning                 | Ford Cosworth DFL 3.3L V8          | G    | 60    |
| 19     | C2     | 105 | Porto Kaleo Team                 | Stefano Sebastiani Jean-Pierre Frey | Tiga GC289                         | G    | 59    |
| 19     | C2     | 105 | Porto Kaleo Team                 | Stefano Sebastiani Jean-Pierre Frey | Ford Cosworth 3.3L V8              | G    | 59    |
| 20     | C2     | 178 | Didier Bonnet                    | Patrick Oudet Gérard Tremblay       | Tiga GC289                         | G    | 59    |
| 20     | C2     | 178 | Didier Bonnet                    | Patrick Oudet Gérard Tremblay       | Ford Cosworth DFL 3.3L V8          | G    | 59    |
| 21     | C1     | 34  | Porsche Alméras Montpellier      | Jacques Alméras Jean-Marie Alméras  | Porsche 962C                       | G    | 54    |
| 21     | C1     | 34  | Porsche Alméras Montpellier      | Jacques Alméras Jean-Marie Alméras  | Porsche Type-935 3.0L Turbo Flat-6 | G    | 54    |
| 22     | C2     | 176 | Automobiles Louis Descartes      | François Wettling Thierry Lecerf    | ALD C2                             | G    | 50    |
| 22     | C2     | 176 | Automobiles Louis Descartes      | François Wettling Thierry Lecerf    | BMW M80 3.5L I6                    | G    | 50    |
| 23 DNF | C1     | 62  | Team Sauber Mercedes             | Jean-Louis Schlesser Jochen Mass    | Sauber C9                          | M    | 69    |
| 23 DNF | C1     | 62  | Team Sauber Mercedes             | Jean-Louis Schlesser Jochen Mass    | Mercedes-Benz M119 5.0L V8         | M    | 69    |
| 24 DNF | C1     | 6   | Repsol Brun Motorsport           | Walter Brun Jésus Pareja            | Porsche 962C                       | Y    | 62    |
| 24 DNF | C1     | 6   | Repsol Brun Motorsport           | Walter Brun Jésus Pareja            | Porsche Type-935 3.0L Turbo Flat-6 | Y    | 62    |
| 25 DNF | C1     | 21  | Spice Engineering                | Eliseo Salazar Ray Bellm            | Spice SE89C                        | G    | 53    |
| 25 DNF | C1     | 21  | Spice Engineering                | Eliseo Salazar Ray Bellm            | Ford Cosworth DFZ 3.5L V8          | G    | 53    |
| 26 DNF | C2     | 102 | Chamberlain Engineering          | Luigi Taverna Hendrik ten Cate      | Spice SE86C                        | G    | 51    |
| 26 DNF | C2     | 102 | Chamberlain Engineering          | Luigi Taverna Hendrik ten Cate      | Hart 418T 1.8L Turbo I4            | G    | 51    |
| 27 DNF | C1     | 13  | Courage Compétition              | Pascal Fabre Hervé Regout           | Cougar C22S                        | G    | 45    |
| 27 DNF | C1     | 13  | Courage Compétition              | Pascal Fabre Hervé Regout           | Porsche Type-935 3.0L Turbo Flat-6 | G    | 45    |
| 28 DNF | C1     | 19  | Aston Martin Ecurie Ecosse       | David Leslie Michael Roe            | Aston Martin AMR1                  | G    | 43    |
| 28 DNF | C1     | 19  | Aston Martin Ecurie Ecosse       | David Leslie Michael Roe            | Aston Martin RDP87 6.3L V8         | G    | 43    |
| 29 DNF | C2     | 107 | Tiga Racing Team                 | Jari Nruminen Carlo Rossi           | Tiga GC289                         | G    | 36    |
| 29 DNF | C2     | 107 | Tiga Racing Team                 | Jari Nruminen Carlo Rossi           | Ford Cosworth DFL 3.3L V8          | G    | 36    |
| 30 DNF | C2     | 151 | Pierre-Alain Lombardi            | Pierre-Alain Lombardi Bruno Sotty   | Spice SE86C                        | G    | 33    |
| 30 DNF | C2     | 151 | Pierre-Alain Lombardi            | Pierre-Alain Lombardi Bruno Sotty   | Ford Cosworth DFZ 3.5L V8          | G    | 33    |
| 31 DNF | C2     | 103 | France Prototeam                 | Claude Ballot-Léna Bernard Thuner   | Spice SE88C                        | G    | 26    |
| 31 DNF | C2     | 103 | France Prototeam                 | Claude Ballot-Léna Bernard Thuner   | Ford Cosworth DFL 3.3L V8          | G    | 26    |
| 32 DNF | C1     | 2   | Silk Cut Jaguar                  | John Nielsen Andy Wallace           | Jaguar XJR-11                      | D    | 25    |
| 32 DNF | C1     | 2   | Silk Cut Jaguar                  | John Nielsen Andy Wallace           | Jaguar JV6 3.5L Turbo V6           | D    | 25    |
| 33 DNF | C1     | 20  | Team Davey                       | Tim Lee-Davey Vern Schuppan         | Porsche 962C                       | D    | 19    |
| 33 DNF | C1     | 20  | Team Davey                       | Tim Lee-Davey Vern Schuppan         | Porsche Type-935 3.0L Turbo Flat-6 | D    | 19    |
| 34 DNF | C1     | 1   | Silk Cut Jaguar                  | Jan Lammers Patrick Tambay          | Jaguar XJR-11                      | D    | 16    |
| 34 DNF | C1     | 1   | Silk Cut Jaguar                  | Jan Lammers Patrick Tambay          | Jaguar JV6 3.5L Turbo V6           | D    | 16    |
| 35 DNF | C1     | 14  | Richard Lloyd Racing             | Tiff Needell Steven Andskär         | Porsche 962C GTi                   | G    | 15    |
| 35 DNF | C1     | 14  | Richard Lloyd Racing             | Tiff Needell Steven Andskär         | Porsche Type-935 3.0L Turbo Flat-6 | G    | 15    |
| 36 DNF | C1     | 29  | Mussato Action Car               | Bruno Giacomelli Franco Scapini     | Lancia LC2                         | D    | 12    |
| 36 DNF | C1     | 29  | Mussato Action Car               | Bruno Giacomelli Franco Scapini     | Ferrari 308C 3.0L Turbo V8         | D    | 12    |
| 37 DNF | C1     | 5   | Repsol Brun Motorsport           | Harald Huysman Uwe Schäfer          | Porsche 962C                       | Y    | 10    |
| 37 DNF | C1     | 5   | Repsol Brun Motorsport           | Harald Huysman Uwe Schäfer          | Porsche Type-935 3.0L Turbo Flat-6 | Y    | 10    |
| 38 DNF | C1     | 17  | Dauer Racing                     | Jochen Dauer                        | Porsche 962C                       | G    | 8     |
| 38 DNF | C1     | 17  | Dauer Racing                     | Jochen Dauer                        | Porsche Type-935 3.0L Turbo Flat-6 | G    | 8     |

## Statistika
- Najboljši štartni položaj - #61 Team Sauber Mercedes - 2:05.900
- Najhitrejši krog - #61 Team Sauber Mercedes - 2:07.863
- Povprečna hitrost - 183.005 km/h